# Ernst Nobs
Pour les articles homonymes, voir Nobs.
 (juin 2021).
La mise en forme du texte ne suit pas les recommandations de Wikipédia : il faut le « wikifier ».
Les points d'amélioration suivants sont les cas les plus fréquents. Le détail des points à revoir est peut-être précisé sur la page de discussion.
- Les titres sont pré-formatés par le logiciel. Ils ne sont ni en capitales, ni en gras.
- Le texte ne doit pas être écrit en capitales (les noms de famille non plus), ni en gras, ni en italique, ni en « petit »…
- Le gras n'est utilisé que pour surligner le titre de l'article dans l'introduction, une seule fois.
- L'italique est rarement utilisé : mots en langue étrangère, titres d'œuvres, noms de bateaux, etc.
- Les citations ne sont pas en italique mais en corps de texte normal. Elles sont entourées par des guillemets français : « et ».
- Les listes à puces sont à éviter, des paragraphes rédigés étant largement préférés. Les tableaux sont à réserver à la présentation de données structurées (résultats, etc.).
- Les appels de note de bas de page (petits chiffres en exposant, introduits par l'outil «  Source ») sont à placer entre la fin de phrase et le point final[comme ça].
- Les liens internes (vers d'autres articles de Wikipédia) sont à choisir avec parcimonie. Créez des liens vers des articles approfondissant le sujet. Les termes génériques sans rapport avec le sujet sont à éviter, ainsi que les répétitions de liens vers un même terme.
- Les liens externes sont à placer uniquement dans une section « Liens externes », à la fin de l'article. Ces liens sont à choisir avec parcimonie suivant les règles définies. Si un lien sert de source à l'article, son insertion dans le texte est à faire par les notes de bas de page.
- La présentation des références doit suivre les conventions bibliographiques. Il est recommandé d'utiliser les modèles {{Ouvrage}}, {{Chapitre}}, {{Article}}, {{Lien web}} et/ou {{Bibliographie}}. Le mode d'édition visuel peut mettre en forme automatiquement les références.
- Insérer une infobox (cadre d'informations à droite) n'est pas obligatoire pour parachever la mise en page.

Pour une aide détaillée, merci de consulter Aide:Wikification.
Si vous pensez que ces points ont été résolus, vous pouvez retirer ce bandeau et améliorer la mise en forme d'un autre article.
Ernst Nobs, homme politique suisse, est né le 14 juillet 1886 à Seedorf près d'Aarberg (canton de Berne) et décédé le 13 mars 1957. Il est le premier membre socialiste du Conseil fédéral de 1944 à 1951.

## Études et carrière
- Fils d'un tailleur et d'une ouvrière de l'horlogerie, il passe sa jeunesse à Grindelwald (Alpes bernoises).
- Il suit une formation d'enseignant primaire à Hofwil.
- Dès 1906, il enseigne à Wynau et Ostermundigen.
- En 1910, il prend la présidence du Parti socialiste du canton de Berne.
- Il cesse d'enseigner en 1912 et devient journaliste.
- En 1915, il est appelé au Volksrecht de Zurich dont il sera rédacteur en chef jusqu'en 1935.
- Il assume parallèlement la présidence du Parti socialiste du canton de Zurich.
- Il encourage la radicalisation de la classe ouvrière et lance en 1919 un appel à la grève générale ce qui lui vaut une condamnation à mois de prison par un tribunal militaire
- D'abord partisan de l'adhésion à la Troisième Internationale, il s'y oppose à fin 1920.

## Mandats politiques
- Conseil communal de Zurich dès 1916,
- Conseil national de 1919 à 1943
- Conseil d'État zurichois de 1935 à 1942 à la tête du département de justice, puis de l'économie publique.
- En 1942, il remplace Emil Klöti à la présidence de la ville de Zurich.

## Conseiller fédéral
- Le 15 décembre 1943, il est élu au Conseil fédéral (62e conseiller fédéral de l'histoire[réf. nécessaire]). Le parti socialiste venait de gagner 11 sièges au Conseil national et la guerre favorisait l'entrée d'un socialiste au gouvernement.
- Il dirige le département des finances du 1er janvier 1944 au 31 décembre 1951.
  - Il eut à mettre sur pied un régime financier en transformant les impôts de guerre en impôts réguliers. Il se heurta à diverses résistances : les fédéralistes opposés à l'impôt direct qui devait être de la compétence cantonale, la gauche socialiste et syndicale était peu favorables à l'impôt indirect. Son projet fut massivement rejeté en 1950 et les impôts transitoires prorogés.
- Il est président de la Confédération en 1949.

## Retraite
- Il publie un livre de nouvelles intitulé Breitlauinen qui était illustré de sa main.
- Il siège au Comité international de la Croix-Rouge.
- Il siège au comité du fonds de compensation de l'assurance-vieillesse et survivants.

## Divers
La ville de Zurich a renommé en décembre 2003 la Stauffacherplatz en Ernst-Nobs-Platz.
- À son départ, le parti socialiste perdait un leader éloquent, sociable et accessible.